# Thomas Hartmann
Thomas Hartmann (født 19. november 1969 i København) er en dansk standupkomiker og manuskriptforfatter.

## Opvækst
Hartmann gik på Dragør Skole.
Allerede som 13-årig begyndte han at gå med aviser, ved at opgive et falsk navn, da han egentlig ikke var gammel nok til jobbet.
Efter folkeskolen blev han ansat som piccolo hos Conair, og da han blev 17 blev han tilbudt et fast job, hvor han arbejdede fra 1986-1989. Herefter aftjente han værnepligt, og kom derefter tilbage til Conair, hvor han også arbejdede i Tyskland.

## Karriere
Den 16. september 1996 debuterede Thomas Hartmann på Cafe Bizzaro på Amager, lige inden han blev 27 år. Han var ca. en måned inden blevet motiveret og inspireret af komikeren Lasse Rimmer, der havde optrådt på Rhodos i sommeren 1996.
De første par år optrådte han dog næsten gratis, bl.a. i Peter Bays tv-dokumentar De Nye Sjove, mens han arbejdede som manuskriptforfatter for blandt andre Mette Lisby og Anders Matthesen.
Hartmann sluttede 1998 af med for første gang at optræde ved Talegaver til børn, et velgørenhedsshow, som i 2009 skiftede navn til Comedy Aid, denne afslutning på året forsatte 20 år frem, indtil han i 2018 offentlig gjorde på Facebook at han ikke længere vil deltage.[kilde mangler]
I 1999 var han morgenradiovært hos Radio Voice i programmet Charlotte & Kaos Krew, og senere samme år optrådte han med onemanshowet Komikboxer, et show som aldrig blev optaget.
I 2001 var han medvirkende i tv-programmet Get Ahead - in business and in life, både som skuespiller og manuskriptforfatter på linje med Mick Øgendahl, Rune Klan, Anders Matthesen, Jacob Tingleff, Morten Møller og Audrey Castañeda. Han var øvrigt manuskriptkonsulent på Mette Lisbys show One Woman Comedy Show, og skrev 11 afsnit af Casper Christensens og Frank Hvams sitcom Langt fra Las Vegas.
Hartmann medvirkede som en del af line-uppet ved Stand-up.dk sammen med bl.a. Frank Hvam, Jonatan Spang, Lasse Rimmer, Mick Øgendahl, Uffe Holm og Rune Klan.
I 2002 Medvirkede Hartmann i Stand-up.dk og i satireprogrammet Perforama med bl.a. Anders Matthesen, Jonatan Spang, Mia Lyhne og Rune Klan på rollelisten.
I 2003 var Hartmann medforfatter af Anders Matthesens julekalender Jul på Vesterbro. Samme år optrådte og udgav han også sit andet onemanshow ‘’Hartmann X’’, som blev optaget på Comedy Zoo i København, og hvor Matthesen var opvarmer. 
Midt på året medvirkede Hartmann som en del af line-uppet ved Stand-up.dk sammen med bl.a. Rune Klan, Mick Øgendahl, Jonatan Spang og Dan Andersen. Hartmann afsluttede året med Talegaver til børns 10 års jubilæumsshow, som senere blev udgivet på DVD.
I 2004 medvirkede Hartmann, sammen med Anders Fjeldsted i TV-programmet ‘’Komikere i krig - Live i Irak’’, hvor de optrådte for de danske soldater i Camp Eden og Camp Yggdrasil. Programmet blev vist på TV2 Zulu den 21. Januar 2005, og kan findes på TV2Play. Ydermere medvirkede han i showet Danish på Edinburgh Fringe Festival sammen med Omar Marzouk og Carsten Bang, som ligeledes er blevet optaget og vist på TV2 Zulu, og kan også findes på TV2Play under navnet ‘’Stand-up i Edinburgh’’. Hartmann optrådte i øvrigt også med two-man showet ‘’Farvelagte Frustrationer’’ sammen med Jacob Tingleff.
I 2005 var Hartmann manuskriptforfatter på tv-programmet Dolph og Wulff. Og var ydermere den ene halvdel a two-man showet For Your Eyes Only sammen med Brian Mørk, som blev opført på Comedy Zoo i København og blev, som showets titel indikerer, ikke optaget. 
I 2006 var han vært på TV3s reality-show Skønheden & Nørden.
Midt på året var Hartmann en af de medvirkende i 4. Sæson af Stand-up.dk. Senere på året turnerede Hartmann Danmark rundt med standupshowet Hartmann 3. - Showets titel (‘’Hartmann 3’’) har i øvrigt to forklaringer, hvor den ene er at Hartmann tidligere har lavet to onemanshows, henholdsvis ‘’Komikboxer’’ og ‘’Hartmann X’’, hvilket gør ‘’Hartmann 3’’ til det tredje show, men det kan også henlede til at Hartmann har lavet et onemanshow og to two-man shows, henholdsvis ‘’Hartmann X’’, ‘’For your eyes only’’ og ‘’farvelagte frustrationer’’, hvilket samletset kan betyde at Hartmann har lavet to hele shows, og ‘’Hartmann 3’’ dermed er det tredje.
I 2007 er Hartmann en af deltagerne i 5. Sæson af Stand-up.dk med bl.a. Elias Ehlers, Linda P., Dan Andersen og Tobias Dybvad i line-uppet.
I 2008 turnerede han igen Danmark rundt med standupshowet Extrospekt, hvor Elias Ehlers fik lov at være opvarmer på hele turen. Derudover var han medvirkede i tv-serien Maj og Charlie som karakteren Hans. Sidst på året var Hartmann med på DVD-udvidelsen af Talegaver til børn - 15. Års jubilæum.
I 2009 medvirkerede i Matthesens film Sorte Kugler i rollen som ejendomsmægleren Marc Jespersen. Midt på året var Hartmann stand-up mentor i TV2 Zulu-programmet Comedy Fight Club - Det nye kuld, hvor bl.a. Morten Wichmann, Mikkel Malmberg, Nikolaj Stokholm og Morten May var medvirkende. I efteråret var Hartmann, Martin Veltz og Anders Matthesen på turne med showet Bytte bytte købmand, hvor Matthesen og Hartmann havde skrevet en halvdel af showet hver, og herefter byttede materiale.
I 2010 er Hartmann en del af line-uppet ved 6. Sæson af ‘’Stand-up.dk’’, hvor bl.a. Simon Talbot, Thomas Warberg og Tobias Dybvad også medvirker.
I 2011 turnerede han rundt i Danmark med onemanshowet Science Faction og senere på året også med two-man showet Men's Room sammen med Torben Chris. Derudover var Hartmann manuskonsulent på Mick Øgendahls film Alle for én.
I 2013 turnerede Hartmann igen Danmark rundt, denne gang med onemanshowet Hartmann - X II’’ og senere også med two-man showet ‘’Men's Room 2 igen sammen med Torben Chris. Hartmann var ydermere manuskonsulent på Mick Øgendahls film Alle for to.
I 2014 var Hartmann, sammen med Torben Chris, vært ved Comedy Aid. Tidligere på året var Hartmann vært ved "Thomas Hartmanns sommershow" på Comedy Zoo, hvilket han gentog frem til 2019.
I 2015 var Hartmann hovedforfatter på Det alt for store Linda P. Show og turnerede efterfølgende rundt i landet med onemanshowet Betamax. Ved dette års Zulu Comedy Festival optrådte Hartmann ved et såkaldt greatest hits-show, som var stykket sammen af hans fans ønsker om at se jokes fra tidligere lavede shows, i en opdateret udgave, dette blev lavet som en fejring af hans 20 års jubilæum som stand-up komiker.
I 2016 var Hartmann hovedforfatter på Det alt for korte Linda P. Show og sidste på året startede han en turné med two-man showet Men's Room 3 - Men's Room vs. Predator sammen med Torben Chris.
I 2017 færdiggjorde Hartmann sammen med Torben Chris, med two-manshowet Men's Room 3 - Men's Room vs. Predator.
I 2018 turnerede Hartmann endnu engang Danmark rundt, denne gang med onemanshowet Kærlighed.
Dette var også tyvende og sidste år, hvor Hartmann var en del af line-uppet ved ‘’Comedy aid’’. Sammen med komikerne Michael Schøt, Dan Andersen, Torben Chris, Anders Fjelsted og Martin Bo Andersen købte han Comedy Zoo i København af bookingbureauet FBI.
2019 var året hvor Thomas endnu engang var vært ved "Thomas Hartmanns sommershow" på Comedy Zoo.
Thomas tager i 2025 på turné i hele landet med sit 9. onemanshow “Når det så er sagt”.

## Privatliv
Hartmann har en søster, der hedder Pil Hartmann Kragenskjold, som blev kendt, da hun var med i første sæson af realityshowet Big Brother Danmark.
I 2018 købte Hartmann, sammen med komiker-kollegerne Michael Schøt, Torben Chris, Dan Andersen, Anders Fjelsted og tidligere bestyrer af Comedy Zoo KBH (Martin Andersen), Comedy Zoo i København.
I august 2019 blev han gift med Trine Secher. Inden da havde han haft en polterabend med bl.a. Linda P, Torben Chris, Anders Matthesen, Anders Fjelsted, Dan Andersen, Brian Mørk og Heino Hansen, hvor de spillede paintball.
Omkring 2020 flyttede han til Give.
Hartmann har en stor interesse for biler. Hans første bil var en Alfa Romeo Alfasud 1,3. Senere fik han en Alfasud med en 1,5 L motor, og han har også ejet en Toyota Celica Supra, en Toyota 4Runner, to Mazda RX-7'er, en Mazda Eunos Cosmo og en Nissan 350Z. I en meget kort overgang ejede han en Harley Davidson, men han solgte den efter to ture. Fra han fik kørekort og frem til 2005 havde han ejet 16 biler. Han har medvirket Bil Magasinets podcast om biler.
Hartmann har dyrket kickboxing fra han stoppede i skolen og indtil omkring 2015.

## Shows
- 1999: Komikbokser
- 2003: Hartmann X
- 2004: Farvelagte frustrationer - sammen med Jacob Tingleff.
- 2006: Hartmann 3
- 2008: Extrospekt
- 2009: Bytte bytte købmand - sammen med Anders Matthesen
- 2011: Science Faction
- 2011: Men's Room - sammen med Torben Chris
- 2013: X-II
- 2013: Men's Room 2 - sammen med Torben Chris
- 2015: Betamax
- 2015: Jokebox (opsamlingsshow)
- 2016: Men’s Room 3 - Men’s Room vs. Predator - sammen med Torben Chris
- 2018: Kærlighed
- 2021: Men's Room 4 - Mega Men - sammen med Torben Chris
- 2025: Når det så er sagt

### Udgivelser
| Titel                                | Udgivelsesdato | Længde       | Kommentarspor | Andre medvirkende på udgivelsen |  |
| ------------------------------------ | -------------- | ------------ | ------------- | --- |  |
| Hartmann X                           | 2003           | ?            | Nej           | |  |
| Talegaver til Børn - 10 års jubilæum | 24/02/2003     | 130 minutter | Nej           | Anders Fjelsted, Dan Andersen, Martin Veltz, Frank Hvam, Geo, Michael Schøt, Henrik Bruhn, Mick Øgendahl, Mikael Wulff, Povl Carstensen, Sebastian Dorset, Thomas Wivel, Thomas Hartmann, Tobias Dybvad, Mette Frobenius, Jesper Bæhrenz                             |  |
| Komikere i krig - Live i Irak        | 2004           | 54 minutter  | Nej           | Anders Fjelsted |  |
| Stand-up i Edinburgh                 | 2004           | ?            | Nej           | Carsten Bang, Omar Marzouk |  |
| Farvelagte frustrationer             | 27/09-2004     | 166 minutter | Nej           | Jacob Tingleff |  |
| Talegaver til Børn - 15 års jubilæum | 25/02/2008     | 118 minutter | Nej           | Anders Fjelsted, Dan Andersen, Brian Mørk, Jacob Tingleff, Carsten Bang, Carsten Eskelund, Christian Fuhlendorff, Frank Hvam, Elias Ehlers, Michael Schøt, Mick Øgendahl, Omar Marzouk, Lasse Rimmer, Povl Carstensen, Sebastian Dorset, Thomas Wivel, Tobias Dybvad |  |
| Hartmann 3                           | 15/10-2007     | 85 minutter  | Nej           | |  |
| Extrospekt                           | 17/11-2008     | 99 minutter  | Nej           | |  |
| Bytte bytte købmand                  | 27/09-2010     | 180 minutter | Ja            | Anders Matthesen |  |
| Science Faction                      | 04/10-2011     | 119 minutter | Ja            | |  |
| Men's Room                           | 22/05-2012     | 104 minutter | Ja            | Torben Chris |  |
| X-II                                 | 07/11-2013     | 118 minutter | Ja            | |  |
| Betamax                              | 22/10-2015     | 132 minutter | Ja            | |  |
| Kærlighed                            | 10/12-2018     | 100 minutter | Nej           | |  |